# Sinfonia n. 4 (Ives)
La  Sinfonia n. 4 di Charles Ives è una composizione per orchestra scritta nel 1916.

## Genesi
Pochi anni dopo aver completato la sua Terza Sinfonia, nel 1907 Charles Ives fondò con il suo collega Julian Myrick una nuova compagnia di assicurazioni, la Ives & Myrick Insurance Company, di cui fu direttore fino al 1916. Come è facile immaginare, la nuova attività lasciava ben poco tempo per comporre musica; sorprende perciò come in un periodo in cui gli affari della compagnia lo impegnavano intensamente, Ives sia riuscito a portare a termine una gran quantità di composizioni importanti. Dopo il matrimonio con Harmony Twitchell  (1876-1969) -figlia di un amico intimo dello scrittore Mark Twain - celebrato nel 1908, videro la luce alcune delle sue maggiori opere orchestrali come la Holidays Symphony (Sinfonia dei giorni di festa), dedicata a quattro festività nazionali americane (1913), ed i Three Places in New England (Tre luoghi della Nuova Inghilterra) del 1914, il primo trittico dei tre Orchestral Sets (Figure orchestrali); oltre a queste Ives compose ouvertures (come la Robert Browning Overture del 1911) e alcuni brani per vari complessi orchestrali, tra cui Central Park in the Dark (Central Park di notte) del 1907 e The Unanswered Question (La domanda senza risposta) del 1908. Si dedicò altresì alla musica vocale, (diverse grandi opere corali e circa 200 canti per voce e pianoforte),  alle composizioni per pianoforte (tre Sonate e vari brani tra cui i Tre Pezzi per quarti di tono) ed alla musica da camera (due Quartetti per archi, un Trio per violino, violoncello e pianoforte e quattro Sonate per violino e pianoforte), rivelando una vena creativa non comune. 
La Quarta Sinfonia fa parte delle opere della maturità artistica di Ives. Essa richiese un prolungato periodo di lavoro e recenti studi hanno accertato che talune parti risalgono addirittura al periodo trascorso dal musicista presso l’Università di Yale. Ives mise termine alla partitura nel 1916, ma per le enormi difficoltà che comportava l’esecuzione, la sinfonia fu presentata al pubblico il 29 gennaio 1927 a New York in forma incompleta (in quanto furono suonati solo i primi due movimenti) sotto la direzione di Sir Eugene Goossens, ricevendo la non entusiastica accoglienza da parte del pubblico. Per parecchio tempo l’opera cadde purtroppo nell’oblio. Fu solo nel 1965, successivamente ad un accurato lavoro di ricerca e di revisione dei manoscritti di Ives (donati dalla vedova del compositore alla Biblioteca dell’Università di Yale) che fu possibile pubblicare la partitura ampiamente riveduta e corretta per merito di Henry Cowell e Lou Harrison; il 26 aprile di quello stesso anno Leopold Stokowski diresse per la prima volta la Quarta Sinfonia nella sua forma completa alla testa dell’American Symphony Orchestra e con il coro della Schola Cantorum di New York condotto da Hugh Ross; il concerto ebbe un tale successo di pubblico che la sua registrazione fu trasmessa via televisione per vari mesi da centinaia di stazioni non solo negli Stati Uniti ma anche nel Canada. Poco tempo dopo il concerto, il maestro Stokowski diresse un’altra esecuzione che fu registrata dalla Columbia Broadcasting System e pubblicata su disco stereofonico LP 33 giri, arricchendo così la sempre più vasta discografia di Ives, che i musicologi americani (e non solo) pongono tra i “grandi maestri” del passato e del presente, elevandolo al rango di eroe della cultura nazionale degli Stati Uniti d’America.

## Struttura
Nella Quarta Sinfonia Ives ritorna alla classica suddivisione in quattro movimenti già adottata per la Prima; qui tuttavia il compositore si distingue per la forma insolita, con il primo breve movimento concepito come preludio introduttivo che precede gli altri tre movimenti più ampi e sviluppati. A differenza della Terza, Ives si avvale di un’orchestra dalle proporzioni gigantesche, comprendente 4 flauti e 2 ottavini, 2 oboi, 2 clarinetti, 2 sassofoni, 2 fagotti, 4 corni, 6 trombe, 4 tromboni, tuba, 2 pianoforti (di cui uno a quattro mani), organo, celesta, una nutrita sezione di percussioni, archi e coro, più un complesso lontano formato da 5 violini, viola e arpa. Per la grande complessità della struttura polimetrica e poliritmica della sinfonia, oltre al direttore principale ed al maestro del coro è richiesta la presenza di due direttori d’orchestra assistenti. Come la Terza, anche la Quarta Sinfonia si inserisce a pieno titolo nel novero della musica a programma; il tema è costituito, secondo le parole del compositore, dalla «grande domanda, il Come? ed il Perché?  che lo spirito dell’uomo pose alla vita». Il primo movimento rappresenta questa grande domanda, mentre i tre movimenti successivi sono le diverse risposte dell’esistenza. 
Non diversamente della Seconda Sinfonia, nella Quarta abbondano le citazioni di musiche popolari americane, cantici religiosi, inni patriottici e marce militari; peraltro, può osservarsi come in questa opera si riveli appieno la grande capacità dell’arte di Ives di accostarsi a temi d’interesse universale quali il mito dell’infanzia, la Patria, il lavoro, l’uomo, il destino dell’umanità, eccetera, che lo rendono il più caratteristico compositore degli Stati Uniti d’America, certamente il primo a non patire alcun complesso d’inferiorità nei confronti della tradizione europea.
- I. Prelude: Maestoso

Il primo movimento, molto breve, ha la funzione di porre la domanda costituente il tema del programma musicale alla base della sinfonia; in esso Ives contrappone il piccolo complesso lontano alla grande massa dell’orchestra ed al coro che intona l’inno Watchman, Tell Us of the Night  (Sentinella, quanto resta della notte). 
- II. Scherzo: Allegretto

Il secondo movimento costituisce la prima risposta alla domanda posta nel preludio, quella della vita terrestre raffigurata come un’umanità formicolante e multiforme. Esso è il più ampio e complesso della sinfonia, ed è anche quello che presenta le maggiori difficoltà di esecuzione; la parte più ardua è data dall’inizio in cui Ives mette in opposizione una grande varietà di ritmi tra le varie sezioni orchestrali. Lo scherzo può essere considerato come il vertice supremo dell’attività di Ives nel campo della sperimentazione di nuove tecniche di composizione al fine di ottenere combinazioni di suono e di ritmo assolutamente senza precedenti nella storia della musica. Già fin dalle prime battute, al tempo di 6/8 in crome regolari del pianoforte a due mani, delle percussioni, degli ottoni e dei flauti, si sovrappongono un tempo di 5/8 del clarinetto, del primo esecutore del pianoforte a quattro mani, del triangolo e delle campane tubolari, uno di 7/8 dei fagotti ed uno di 2/4 del secondo esecutore del pianoforte a quattro mani. Nello stesso tempo, i violini procedono al ritmo di 4/4 equivalenti a due misure di 6/8, mentre gli archi bassi suonano senza indicazione di misura, la croma valendo quella del pianoforte. A ciò si aggiungono diversi gruppetti ed altri valori non convenzionali. Nel suo complesso lo Scherzo ha la struttura di un gigantesco mosaico comprendente un gran numero di citazioni di arie folkloristiche e marce militari, nel corso del quale si alternano episodi in tempo rapido ad altri dall’andamento più calmo. Lo stesso Ives volle fornire una spiegazione della particolare struttura di questo movimento: esso non costituisce propriamente uno scherzo bensì «una commedia nella quale una visione facile, eccitante e fondamentalmente profana dell’esistenza si contrappone alle prove dei pellegrini nel corso del loro duro viaggio attraverso il paese selvaggio. Gli interludi lenti (inni dei pellegrini) sono costantemente respinti e sommersi da questo torrente. Tale sogno fantastico si conclude per l’intrusione improvvisa della realtà: un 4 luglio a Concord con fanfare, tamburi, ecc.». Per questo movimento Ives trasse ispirazione dal racconto di Hawthorne The Celestial Railroad (La ferrovia celeste) e si riallaccia al secondo movimento della Seconda Sonata per pianoforte “Concord Sonata”.
- III. Fugue: Andante moderato con moto

La fuga del terzo movimento rappresenta la seconda risposta alla domanda, quella della religione nel senso stretto della Chiesa. In origine Ives aveva concepito questa fuga come primo movimento del Primo Quartetto per archi nella tonalità do maggiore, contenente rigorose dissonanze e basato sulla melodia del cantico “From Greenland’s icy mountains to Africa’s coral strand”; successivamente, tuttavia, pensò di eliminare il movimento dal Quartetto e di utilizzarne il materiale (opportunamente amplificato e rimaneggiato) per la Quarta Sinfonia, anche se, dopo la morte del compositore, l’editore volle ripristinarlo nella sua forma originaria nella partitura del Quartetto. Per il diatonismo arcaicizzante che lo contrassegna, questo terzo movimento, strutturato come una doppia fuga per archi (di frequente accompagnati dal solenne corale dei tromboni) contrasta nettamente con gli altri tre, come a voler rappresentare « un’espressione della reazione della vita verso il formalismo e il ritualismo» (Ives).
- IV. Finale: Very slowly -  Largo maestoso

Il movimento conclusivo inizia in tempo Molto lento; di esso Ives scriveva: «L’ultimo movimento (che mi sembra sia il migliore rispetto agli altri movimenti o, per quello che conta, migliore di tutte le altre mie opere) … comprende un bel po’ di anni … per un certo verso è l’apoteosi di un argomento precedente secondo aspetti legati alla realtà dell’esistenza e alla sua esperienza religiosa». Il movimento si basa interamente sull’inno Nearer, My God to Thee (Più vicino a te, mio Dio); in esso si contrappongono tre distinti gruppi sonori ad opera delle percussioni, dell’orchestra principale e del complesso lontano, con le percussioni che mantengono un tempo differente con il resto dell’orchestra. A man a mano, l’intensità dell’orchestra cresce progressivamente fino a giungere a un punto culminante; poi, poco prima della fine, si ritorna alla quiete iniziale e il movimento si conclude con i vocalizzi del coro e con le sonorità sempre più tenui dell’orchestra che si perdono in lontananza.

## Discografia parziale
- American Symphony Orchestra, Leopold Stokowski (CBS Sony BMG)
- London Philharmonic Orchestra, José Serebrier (RCA)
- Boston Symphony Orchestra, Seiji Ozawa (Deutsche Grammophon)
- Chicago Symphony Orchestra, Michael Tilson Thomas (Sony BMG)
- Cleveland Orchestra, Christoph von Dohnányi (Decca)
- Melbourne Symphony Orchestra, Sir Andrew Davis (Chandos)
- Dallas Symphony Orchestra, Andrew Litton (Hyperion)